# Trekearth
TrekEarth était un site web de partage de photographies multilangue, principalement consacré à la photographie de voyage et de paysages.
Les photos étaient réparties par lieux et par thème. Chaque personne inscrite pouvait construire ses propres thèmes. 
- Au 9 novembre 2006, le site compte 426 569 photos et 41 524 membres de 182 pays.
- Au 7 janvier 2008, le site compte 678 607 photos et 63 302 membres de 187 pays.
- Au 8 septembre 2010, le site compte 1 001 085 photos.
- Le site est fermé depuis novembre 2022.

Les photos placées dans ce site sont par défaut sous copyright.
À noter aussi l'existence de TrekLens et de TrekNature, fondés par le même créateur et fonctionnant sur le même principe de la communauté.

## Principe
Les membres du site pouvaient y déposer leurs propres photographies à condition qu'elles permettent d'en apprendre plus sur le monde. Pour faire primer la qualité sur la quantité, il n'était possible de téléverser qu'une seule photo par jour et par membre. Chaque photo pouvait être titrée et annotée. Les annotations sur TrekEarth éraient souvent des accroches textuelles, visant à retenir l'attention de l'internaute visiteur tout en décrivant précisément le contexte de la prise de vue.
Les membres inscrits à cette communauté gratuite avaient la possibilité d'émettre des critiques constructives sur les photos posées par les autres membres. Il en résultait une émulation à exercer son sens critique émettrice de ses propres photos et de celles des autres.
ATTENTION : L'espace personnel créé sur ce site n'est absolument pas clôturable. Vos informations personnelles restent définitivement ancrées sur les moteurs de recherches.